# Scopula pithogona
Scopula pithogona là một loài bướm đêm trong họ Geometridae.